# ミス・エージェント
『ミス・エージェント』（原題:So Undercover）は2012年に公開されたアメリカ合衆国のコメディ映画である。監督はトム・ヴォーン、主演はマイリー・サイラスが務めた。
本作は日本国内で劇場公開されなかったが、2014年2月21日にDVDが発売された。

## 概略
テキサス州ダラス。モリー・モリスは同地で私立探偵として活動していた。そんなある日、FBIのランフォード捜査官がドリスの元を訪れ、「アレックスという女子学生を調査してほしい。彼女の父親は上院議員で組織的犯罪に関与していることが判明しており、彼女から何らかの情報を得られるかもしれない」と持ちかけてきた。モリスは渋々その頼みを聞き入れることにしたが、リア充の世界に疎かったため、アレックスにどうアプローチして良いのか分からなかった。そんな娘を見かねた父親、サムの協力を得て、モリスは何とか今風の女子大生になりすますことができた。モリスは今風の女子大生、ブルック・ストーンブリッジとしてアレックスと知り合いになり、徐々に彼女の人間関係を把握していった。
しばらくして、モリスはアレックスの指導教官、タロウェイ教授の不審な動きに気がついた。それをランフォードに報告したところ「タロウェイはシロだ」と一蹴され、「アレックスの交際相手を入念に調査してくれ。あいつは偽名を使っているようなのだ」と言われた。しかし、自分の直感を信じて疑わないモリスは敢えてタロウェイの調査を続けた。その結果、とんでもない事実を知ることになった。

## キャスト
- モリー・モリス/ブルック・ストーンブリッジ：マイリー・サイラス
- アーモン・ランフォード捜査官：ジェレミー・ピヴェン
- サム・モリス：マイク・オマリー
- ニコラス・デクスター：ジョシュ・ボウマン
- アレックス・パトロン：ローレン・マクナイト
- ベッキー・スロツキー：ケリー・オズボーン
- サーシャ・ストレジンスキー：エロイーズ・マンフォード
- コットン・ロバーツ：ミーガン・パーク
- ハンター・クロフォード：モーガン・カルフーン
- テイラー・ジャフィー：アレクシス・ナップ
- ビジー：オータム・リーサー
- タロウェイ教授：マシュー・セトル
- サマー：ブリタニー・リセット・バビン

## 製作
2010年11月3日、マイリー・サイラスの起用が発表された。12月9日、ジョシュ・ボウマンの出演が決まった。12月12日、本作の主要撮影がルイジアナ州ニューオーリンズで始まった。2011年11月10日、スティーヴン・トラスクが本作で使用される楽曲を手がけるとの報道があった。

## 公開
2011年3月2日、ワインスタイン・カンパニーが本作の全米配給権を獲得し、同年10月に封切る予定だと報じられたが、10月を過ぎても劇場公開の正式なアナウンスはなかった。2012年12月5日、ミレニアム・エンターテインメントが本作のオフィシャル・トレイラーを公開し、2013年2月5日にDVDを発売すると発表した。6日、本作はアラブ首長国連邦など3カ国で封切られた。

## 評価
本作は批評家から酷評されている。映画批評集積サイトのRotten Tomatoesには16件のレビューがあり、批評家支持率は6%、平均点は10点満点で4点となっている。